# 320. strelska divizija (ZSSR)
320. strelska divizija (izvirno rusko 320. стрелковая дивизия; kratica 320. SD) je bila strelska divizija Rdeče armade v času druge svetovne vojne.

## Zgodovina
Divizija je bila ustanovljena septembra 1941 na Krimu in uničena maja 1942 med bitko za Kerč. Ponovno je bila ustanovljena septembra 1942 v Leninakanu.